# Francesco Pignatelli

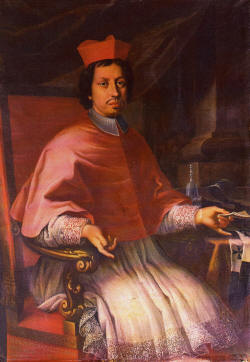
Francesco Kardinal Pignatelli (Ölgemälde eines unbekannten Künstlers; 1. Drittel 18. Jhd.)

Wappen des Kardinals

Francesco Pignatelli CRTheat (* 6. Februar 1652 in Senise; † 5. Dezember 1734 in Neapel) war ein Kardinal der Römischen Kirche.

## Leben
Der Sohn eines neapolitanischen Adligen und Neffe von Papst Innozenz XII. trat 1665 in den Orden der Theatiner ein und erwarb den Doktor der Theologie. Er legte am 18. Februar 1669 in Neapel seine Profess ab.
In den Ordenshäusern der Theatiner zu Rom und Madrid lehrte Pater Pignatelli als Lektor Philosophie und Theologie, bevor ihn König Karl II. von Spanien zum Erzbischof von Tarent providierte. Papst Innozenz XI. ernannte ihn am 27. September 1683 tatsächlich zum Erzbischof von Tarent, so dass er am 3. Oktober 1683 durch Kardinal Carlo Pio di Savoia in der Kirche Sant’Andrea della Valle in Rom gemeinsam mit Giacomo Cantelmo die Bischofsweihe empfing; Mitkonsekratoren waren Giuseppe Bologna und Gregorio Giuseppe Gaetani.
Seit dem 16. April 1700 Päpstlicher Thronassistent, wurde Pignatelli am 19. Februar 1703 zum Erzbischof von Neapel ernannt. Am 17. Dezember 1703 zum Kardinal erhoben, sandte ihm der Papst das rote Birett nach Neapel und ernannte ihn am 11. Februar 1704 zum Kardinalpriester von Santi Marcellino e Pietro. 1719 wurde er Kardinalbischof von Sabina, 1724 von Frascati, 1725 von Porto und Santa Rufina, womit er zugleich zum Kardinalsubdekan avancierte. Im Juni 1726 verzichtete er auf die Übernahme des Kardinalbistums von Ostia und Velletri, das ihm vom Dienstalter her zugestanden hätte, um weiterhin Erzbischof von Neapel bleiben zu können.